# 李明載
李明載（韓語：이명재；1993年11月4日—）是一名韓國足球運動員，司職左邊衛，現時效力K聯賽1球會大田韓亞市民。

## 球會生涯

### 蔚山HD
李明載在2014年加盟蔚山HD，並在2014年3月23日對仁川聯的比賽首次職業上場。之後在6月24日被外借到日本球會新潟天鵝。

### 伯明翰城
2025年2月3日，效力了蔚山HD長達11年的他自由轉會至英格蘭足球甲級聯賽球會伯明翰城，簽約至季末，與同樣是是韓國國家隊的白昇浩一起效力伯明翰城。他首次在英格蘭聯賽上場是4月18日對克劳利镇的比賽，在下半場換出亚历克斯·科克伦。2025年5月20日，球會宣佈不會與李明載續約。

### 大田韓亞市民
2025年6月25日，李明載回到韓國轉投大田韓亞市民。

## 國家隊生涯
李明載曾跟隨韓國U20參加2014年土倫盃國際足球錦標賽。首次代表韓國成年隊上場是2024年3月21日參加2026年國際足協世界盃外圍賽對泰國的比賽。10月15日對伊拉克的賽事，他交出一助攻使李在城取得進球。

## 榮譽
蔚山HD
- K聯賽1冠軍：2022、2023、2024
- 韓國足協盃冠軍：2017

金泉尚武
- K聯賽2冠軍：2021

伯明翰城
- 英格蘭足球甲級聯賽冠軍：2024–25[8]

個人
- K聯賽1最佳陣容：2024